# Бези-Бези
Бези-Бези (порт. Lagoa Bézi-Bézi) — небольшое озеро в провинции Квандо-Кубанго на юго-востоке Анголы.
Находится на болотистом плато на водоразделе рек Квито (Куиту) и Квандо. Озеро имеет округлую форму длинной 2 км и шириной до 1 км. Площадь — 1,4 км². По берегам заболоченные тростниковые заросли.
С западной стороны в озеро впадает пересыхающий водоток.